# Temporada de furacões no Pacífico de 2001
A temporada de furacões do Pacífico de 2001 foi uma temporada de furacões do Pacífico relativamente próxima da média , que produziu dezesseis tempestades nomeadas, embora a maioria tenha sido bastante fraca e de curta duração, incluindo uma tempestade tropical sem nome que foi operacionalmente como uma depressão tropical, a primeira ocorrência desse tipo desde 1996. Apenas oito furacões se formaram e dois grandes furacões. A temporada começou oficialmente em 15 de maio no Oceano Pacífico Oriental e em 1 de junho no Pacífico Central; eles terminaram em 30 de novembro. Essas datas delimitam convencionalmente o período de cada ano em que a maioria dos ciclones tropicais se forma na bacia do Pacífico. Porém, a formação de ciclones tropicais é possível em qualquer época do ano.
A primeira tempestade da temporada, o furacão Adolph, se formou em 25 de maio e se tornou o furacão mais forte do mês de maio na época. A tempestade tropical Bárbara passou ao norte do Havaí, causando impacto mínimo. A tempestade mais notável naquele ano foi o furacão Juliette, que causou inundações devastadoras na Península de Baja California. Setembro foi muito mais ativo, com seis sistemas em desenvolvimento, dos quais três se tornaram furacões. A atividade diminuiu consideravelmente em outubro e novembro, pois a maioria das tempestades permaneceu fraca e de curta duração. A tempestade final da temporada, o furacão Octave, dissipou-se em 3 de novembro, cerca de 27 dias antes do final oficial da temporada. No geral, esta temporada foi drasticamente menos ativa e destrutiva, causando cerca de US $ 401 milhões em danos e treze mortes.

## Resumo sazonal

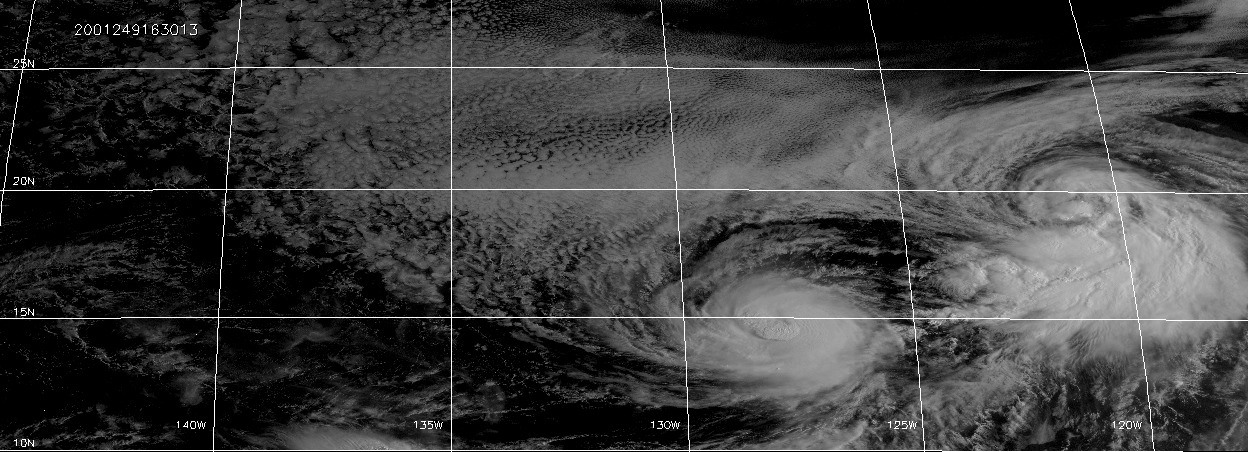
Furacão Gil (à esquerda) e Tempestade Tropical Henriette (à direita) em 7 de setembro

A temporada começou oficialmente em 15 de maio no Pacífico Oriental e em 1 de junho no Pacífico Central; ambos terminaram em 30 de novembro. Ocorreram dezesseis tempestades tropicais na bacia do Pacífico oriental durante a temporada de 2001. Destes, sete se tornaram furacões, dos quais dois se tornaram grandes furacões ao atingir a intensidade da Categoria 3 ou superior na escala de furacões de vento de Saffir-Simpson (SSHS). Quatro depressões tropicais se formaram e se dissiparam antes de atingir a intensidade de uma tempestade nomeada. No Pacífico oriental propriamente dito, a temporada teve atividade média em termos do número de sistemas nomeados, mas a temporada também apresentou sete furacões e dois grandes furacões, ambos totais um pouco abaixo da média de longo prazo. No geral, a atividade durante a temporada foi quase normal. A primeira tempestade da temporada, o furacão Adolph, se formou no final de maio, um pouco antes do previsto, e na época foi o furacão de maio mais forte já registado. Esta temporada apresentou apenas uma tempestade nomeada no mês de junho, seguida por três em julho e apenas uma durante agosto, incluindo nenhuma durante as primeiras três semanas de agosto,  um período que geralmente vê várias tempestades.  A atividade aumentou durante a segunda metade da temporada, começando em setembro, quando cinco tempestades nomeadas foram observadas, antes de diminuir para três e nenhuma tempestade em outubro e novembro, respectivamente.
Em média, duas a três tempestades tropicais ou furacões atingem o México todos os anos no lado do Pacífico. No entanto, apenas um ciclone tropical, o furacão Juliette, atingiu a costa do México em 2001. Além disso, Adolph, Dalila, Ivo e Lorena chegaram perto o suficiente da terra para exigir Avisos de ciclone tropical.

## Sistemas

### Furacão Adolph
O furacão Adolph originou-se de uma onda tropical que deixou a África em 7 de maio e foi mal organizado. Só em 18 de maio a tempestade deu alguns sinais de desenvolvimento no Oceano Atlântico. Em 22 de maio, a onda cruzou e em 25 de maio intensificou-se para a Depressão Tropical Um-E, cerca de 400 km (250 mi) ao sul-sudoeste de Acapulco, México. O sistema, depois de vagar por um tempo, intensificou-se na tempestade tropical Adolph no dia seguinte. Mais tarde, em 27 de maio, Adolph foi promovido a furacão. Intensificando-se em um furacão, Adolph intensificou-se rapidamente e alcançou a categoria 4 força em 28 de maio. Dois dias depois, Adolph passou por um ciclo de substituição da parede do olho e enfraqueceu a 115 mph (185 km/h) furacão, que tem intensidade mínima de categoria 3. Essa tendência de enfraquecimento continuou e se deteriorou em uma tempestade tropical. Passando por águas mais frias e ar estável, Adolph se dissipou em 1 de junho.

### Tempestade tropical Bárbara
Uma onda tropical que atingiu a costa da África em 1 de junho A onda finalmente entrou no Oceano Pacífico em 10 de junho, embora nenhuma outra organização tenha ocorrido até 18 de junho. O sistema se organizou lentamente nos dois dias seguintes e tornou-se a Depressão Tropical Dois-E no início de 20 de junho. Embora a depressão tenha permanecido mal organizada, ela foi atualizada para a tempestade tropical Bárbara. Às 12:00 UTC em 21 de junho, a tempestade atingiu seu pico de intensidade com ventos máximos sustentados de 60 mph (97 km/h) e uma pressão barométrica mínima de 997 mbar (29.4 inHg). Pouco tempo depois, Barbara começou a encontrar condições desfavoráveis, como maior cisalhamento do vento e temperaturas mais frias da superfície do mar.
Enfraqueceu para uma depressão tropical às 18:00 UTC em 26 de junho, ao cruzar 140 °W para a área de responsabilidade do Centro de Furacões do Pacífico Central. A depressão passou ao norte das ilhas havaianas em 25 de junho, então enfraqueceu para uma onda de leste a noroeste de Kauai em 26 de junho Os remanescentes de Bárbara continuaram oeste-noroeste até serem absorvidos por uma zona frontal perto da Linha Internacional de Data em 30 de junho. Barbara foi o primeiro ciclone tropical no Pacífico Central durante o mês de junho, o segundo foi a tempestade tropical Boris em 2020.

### Tempestade tropical Cosme
Uma onda tropical cruzou a América Central e emergiu na bacia do Pacífico oriental em 6 de julho. A onda moveu-se lentamente para o oeste de 6 a 10 de julho. Em 10 de julho, o padrão convectivo começou a mostrar sinais de organização por volta de 649 km (403 mi) ao sul de Acapulco, México, e o sistema recebeu sua primeira classificação de satélite Dvorak. Nos dois dias seguintes, o sistema moveu-se geralmente na direção oeste-noroeste à medida que várias circulações concorrentes de baixo nível se desenvolveram dentro da ampla área de baixa pressão associada a ele. Durante este período, o desenvolvimento do distúrbio foi prejudicado pelo cisalhamento do sul de um vale de nível superior a oeste do distúrbio que fez com que o sistema se tornasse alongado na direção norte-sul. Em 12 de julho, a depressão superior cortou a sudoeste do distúrbio e a organização melhorou. No início de 13 de julho, um único centro de circulação de baixo nível foi estabelecido e a Depressão Tropical Três-E formou cerca de 530 km (330 mi) ao sudoeste de Manzanillo, México.
A depressão moveu-se para oeste-noroeste e rapidamente se tornou a tempestade tropical Cosme em 13 de julho, cerca de 684 km (425 mi) ao sul de Cabo San Lucas, México. O movimento para a frente, em seguida, desacelerou ao longo dos próximos 12 horas. O desenvolvimento de Cosme foi prejudicado pelo cisalhamento de leste; seu pico de intensidade de 72 km/h (45 mph) foi alcançado no final de 13 de julho. No início de 14 de julho, a convecção foi limitada e bem removida do centro. Cosme enfraqueceu de volta a uma depressão tropical, quando tinha cerca de 640 km (400 mi) ao sudoeste de Cabo San Lucas. Cosme não produziu convecção mais significativa depois de 15 de julho, ponto em que o ciclone tropical se tornou um centro baixo não convectivo. A baixa, então, moveu-se lentamente para o oeste até que se dissipou em 18 de julho por volta de 1,320 km (820 mi) oeste-sudoeste de Cabo San Lucas.

### Tempestade tropical Erick
Uma onda tropical mal definida viajou para o oeste através do Atlântico tropical e atingiu o leste do Pacífico Norte em 16 de julho. A atividade da tempestade associada à onda aumentou em 18 de julho, quando o distúrbio estava centrado em cerca de 1,300 km (808 mi) ao sul da ponta sul da Península de Baja California. A partir daí, a convecção profunda desenvolveu-se gradualmente em torno de um grande giro ciclônico que acompanhou a onda. Não foi até 20 de julho que um centro de circulação bem definido se formou e as estimativas de intensidade do satélite apoiaram o status da depressão tropical. Movendo-se em uma trilha geral de oeste-noroeste, o sistema se tornou a tempestade tropical Erick e simultaneamente atingiu o pico de intensidade com ventos máximos sustentados de 40 mph (64 km/h) e uma pressão mínima de 1001 mbar (hPa; 1,001 mbar (29.6 inHg) ) em 22 de julho. Em seguida, moveu-se sobre águas relativamente mais frias e enfraqueceu à medida que a convecção profunda desapareceu rapidamente. Em 24 de julho, era apenas um redemoinho sem convecção e dissipação de nuvens baixas, embora alguns chuveiros tenham se desenvolvido novamente de forma intermitente.

### Furacão Dalila
A origem de Dalila é uma onda tropical que se moveu para o oeste da África e sobre o Oceano Atlântico tropical oriental em 10 de julho. Ele cruzou o norte da América do Sul e da América Central de 15 a 17 de julho, acompanhado por uma forte atividade de tempestades, e então entrou na bacia do Pacífico em 18 de julho como uma área organizada de clima perturbado. No início de 21 de julho, o sistema adquiriu uma circulação de baixo nível e tornou-se a Depressão Tropical Cinco-E, cerca de 400 km (250 mi) ao sul do Golfo de Tehuantepec. Movendo-se para oeste-noroeste, tornou-se a tempestade tropical Dalila com 40 mph (64 km/h) ventos 12 horas mais tarde. Dalila seguia continuamente em direção ao oeste-noroeste em velocidades que flutuavam entre cinco e 17 mph (27 km/h). O centro do ciclone atingiu seu ponto de maior aproximação da costa da costa oeste do México entre Acapulco e Manzanillo em 22 e 23 de julho, quando chegou a cerca de 160 km (100 mi) da costa. Com temperaturas quentes da superfície do mar e cisalhamento vertical mínimo, os ventos de Dalila aumentaram de 40 to 70 mph (64 to 113 km/h) do dia 22 ao dia 23. A velocidade do vento atingiu brevemente cerca de 75 mph (121 km/h) em 24 de julho, e Dalila se tornou um furacão. No entanto, o sistema enfraqueceu rapidamente de volta para uma forte tempestade tropical. Passando diretamente sobre a Ilha de Socorro em 25 de julho, a maior parte da convecção profunda associada a Dalila se dissipou em 27 de julho, quando a tempestade atingiu águas mais frias. Reduzida a um redemoinho de nuvens baixas, Dalila se dissipou como um ciclone tropical em 28 de julho, enquanto estava localizado a cerca de 1,050 km (650 mi) oeste da ponta sul da Baja California.

### Depressão tropical Seis-E
Uma onda tropical que se move para o oeste entrou no Pacífico de 12 a 13 de agosto, após cruzar o Atlântico e o Caribe. Às 12:00 UTC em 22 de agosto, a depressão tropical Seis-E desenvolveu-se a partir desta onda. Além de baixar as temperaturas da superfície do mar, o sistema começou a ser afetado pelo cisalhamento do vento sul, que deslocou a circulação de nível médio e a convecção profunda da circulação de nível baixo. O National Hurricane Center posteriormente notou o estado desorganizado da depressão tropical como sendo apenas "... um redemoinho de nuvens baixas com algumas chuvas ao norte e nordeste do centro ". Tornou-se alongado e dissipou-se às 06:00 UTC em 24 de agosto.

### Furacão Flossie
Uma onda tropical emergiu no Oceano Atlântico em 11 de agosto e gerou a tempestade tropical atlântica Chantal três dias depois. Depois de seguir para o oeste em direção à Península de Iucatã, a porção sul da onda tropical se dividiu. A parte sul cruzou a América Central e entrou no Oceano Pacífico em 21 de agosto O sistema inicialmente lutou para se organizar; no entanto, uma circulação fechada desenvolveu-se em 23 de agosto. A circulação de baixo nível começou a ficar bem definida ao se afastar do México em 26 de agosto, enquanto a convecção consolidou perto do centro. Mais tarde naquele dia, foi classificado como Depressão Tropical Sete-E. Em condições muito favoráveis para o desenvolvimento, e após o aumento dos recursos de bandas, o sistema foi atualizado para a tempestade tropical Flossie no final de 26 de agosto. Enquanto as correntes de direção enfraqueciam, Flossie começou a desenvolver um olho cheio de nuvens em 27 de agosto e foi atualizado para um furacão com base nisso e nas estimativas de vento de 75 mph (121 km/h). No início de 29 de agosto, uma intensificação adicional não era esperada, mas Flossie de repente se tornou um furacão de categoria 2. Após atingir o pico com ventos de 105 mph (169 km/h) e uma pressão barométrica mínima de 972 mbar (28.7 inHg), Flossie entrou em uma região com temperaturas da superfície do mar inferiores a 26 °C (79 °F). Flossie enfraqueceu rapidamente e se tornou um furacão mínimo 24 horas após o pico de intensidade; o National Hurricane Center notou um olho mal definido na época. No início de 30 de agosto, Flossie enfraqueceu para uma tempestade tropical. Em 1 de setembro, Flossie foi rebaixada para uma depressão tropical, e depois de se tornar desprovida de convecção profunda, o sistema degenerou em uma baixa remanescente em 2 de setembro. Os remanescentes de Flossie se mudaram para o interior da Baja California, eventualmente entrando na região sudoeste dos Estados Unidos e se dissipando.
Os restos de Flossie causaram enchentes nos condados de San Diego e Riverside, na Califórnia, caindo 51 mm (2 in) de chuva em uma hora. Uma forte correnteza descendente derrubou uma árvore em uma casa. Além disso, quatro pessoas foram atingidas por um raio, duas delas fatalmente. O custo total dos danos causados pelos restos de Flossie foi de $ 35.000 (2001 USD).

### Furacão Gil
Uma onda tropical emergiu no Oceano Atlântico na costa da África entre 14 de agosto e 15 de agosto. A parte norte da onda desenvolveu-se na tempestade tropical Dean em 22 de agosto, enquanto a porção restante entrou no Pacífico em 24 de agosto. A onda se organizou lentamente e não evoluiu para uma depressão tropical até 4 de setembro. Situado a cerca de 1,370 km (850 mi) sudoeste de Cabo San Lucas, México, o sistema se intensificou rapidamente e se tornou uma tempestade tropical seis horas depois, e foi batizado de Gil. No início de 5 de setembro, as características das bandas tornaram-se bem definidas; o NHC observou simultaneamente a possibilidade de interação entre a tempestade tropical Gil e a depressão tropical Nine-E (mais tarde tempestade tropical Henriette), que foi de 1,392 km (865 mi) para o leste-nordeste. Embora o fluxo de Henriette fosse previsto para diminuir ou prevenir a intensificação, Gil conseguiu se tornar um furacão no início de 6 de setembro. No final de 6 de setembro, Gil se intensificou em uma furacão categoria 2, com pico com ventos sustentados máximos de 100 mph (160 km/h) e uma pressão barométrica mínima de 975 mbar (28.8 inHg). Gil curvou-se para noroeste em 6 de setembro e começou a ser afetado pelo fluxo de saída para o nordeste associado a Henriette. Em 7 de setembro, a tempestade tornou-se visivelmente desorganizada e enfraquecida para uma furacão categoria 1. Depois de enfraquecer para uma categoria 1, Gil acelerou para o norte em torno da circulação de Henriette. Depois de sobre uma região com temperaturas da superfície do mar próximas de 73 °F (23 °C), Gil enfraqueceu rapidamente e caiu para a intensidade da tempestade tropical seis horas depois. Gil continuou a enfraquecer e foi rebaixado para uma depressão tropical no início de 9 de setembro. Depressão tropical Gil acabou absorvendo os restos de Henriette, mas se dissipou por volta das 00:00 UTC em 10 de setembro, enquanto cerca de 1,850 km (1,150 mi) leste das ilhas havaianas.

### Tempestade tropical Henriette
Uma onda tropical cruzou a América Central entre 28 e 29 de agosto. Enquanto estava ao sul de Acapulco, começou a mostrar sinais de desenvolvimento. Imagens de satélite visíveis no início de 4 de setembro revelaram uma circulação de baixo nível parcialmente exposta, mas bem definida. Enquanto a convecção profunda estava confinada à metade sudoeste da circulação, a convecção estava próxima o suficiente do centro para que o sistema fosse classificado como Depressão Tropical Nove-E em 4 de setembro, cerca de 480 km (300 mi) oeste-sudoeste de Manzanillo, México. No início de 5 de setembro, à medida que a depressão se dirigia para o oeste, a separação entre o centro de circulação e a convecção profunda diminuiu. Várias horas depois, a depressão intensificou-se na tempestade tropical Henriette. O ciclone lentamente se tornou mais organizado em 6 de setembro, com o padrão convectivo se tornando mais simétrico, enquanto a intensidade aumentava para 60 mph (97 km/h). Henriette virou para o noroeste e acelerou um pouco quando começou a sentir a influência do furacão Gil, então localizado apenas cerca de 459 km (285 mi) ao sudoeste. O fluxo leste de nível superior, que ainda era evidente durante o ciclone no início de 6 de setembro, diminuiu e um padrão de fluxo de saída mais favorável começou a se desenvolver. A faixa convectiva perto do centro tornou-se mais bem definida e Henriette atingiu seu pico de intensidade de 65 mph (105 km/h) em 7 de setembro. O ciclone começou a enfraquecer devido às águas frias e sua proximidade com Gil. Uma interação Fujiwhara entre Henriette e Gil ocorreu em 8 de setembro. Henriette logo se dissipou após perder a sua circulação fechada de baixo nível. Seus remanescentes foram absorvidos por Gil.

### Tempestade tropical Ivo
Ivo se formou a partir de uma grande onda tropical que se afastou da costa africana em 26 de agosto. A onda foi acompanhada por uma grande rotação ciclônica nos níveis baixo a médio e numerosas tempestades quando entrou no Atlântico oriental. Em 28 de agosto, a onda gerou um vórtice que se move para o norte no Atlântico leste, mas a porção sul da onda continuou para oeste com atividade convectiva muito limitada. Quando a onda atingiu o oeste do Mar do Caribe em 5 de setembro, a atividade das chuvas aumentou e todo o sistema continuou lentamente para o oeste sobre a América Central. O padrão de nuvens tornou-se gradualmente mais organizado e em 9 de setembro, as imagens de satélite mostraram uma circulação de nível baixo a médio centrada perto de Acapulco, no México. No dia seguinte, uma parte do sistema moveu-se sobre a água e tornou-se uma depressão tropical de cerca de 190 km (118 mi) ao sul-sudoeste de Acapulco em 10 de setembro.
O centro da depressão moveu-se lentamente para oeste e oeste-noroeste com sua circulação abraçando a costa sudoeste do México. Houve cisalhamento moderado de leste sobre a depressão, conforme indicado pela localização da convecção a oeste do centro. Imagens de satélite e um relatório de um navio indicaram que a depressão atingiu o status de tempestade tropical às 06:00 UTC de 11 de setembro. Depois disso, houve apenas um ligeiro fortalecimento e Ivo atingiu sua intensidade máxima de 50 mph (80 km/h) e uma pressão mínima estimada de 997 mbar (hPa; 997 mbar (29.4 inHg) em 12 de setembro. A tempestade tropical moveu-se para o noroeste e depois para o oeste sobre águas cada vez mais frias e enfraqueceu gradualmente. Tornou-se um sistema de baixa pressão sem convecção no final de 14 de setembro.

### Depressão tropical Um-C
A depressão tropical Um-C formou-se em 11 de setembro, mais de 640 km (400 mi) sudeste da Ilha Grande do Havaí. O sistema moveu-se para oeste-noroeste para 15 °N 153 °W inicialmente, e então mudou para sudoeste logo depois. Um sistema mal organizado, a convecção da Depressão Tropical Um-C dissipou-se mais tarde em 11 de setembro, após ter sido uma depressão por apenas 12 horas.

### Furacão Juliette
Uma área de clima perturbado associada aos remanescentes da Depressão Tropical Nove do Atlântico se organizou diretamente na Tempestade Tropical Juliette no Pacífico Leste em 21 de setembro. Movendo-se geralmente para noroeste sob a influência de uma crista de nível médio ao norte, Juliette fortaleceu-se, auxiliado por um ambiente de baixo cisalhamento do vento. Tornou-se um furacão no dia seguinte e rapidamente se intensificou para um furacão de categoria 4 em 23 de setembro. Um olho de alfinete apareceu no dia 24, e Juliette atingiu o pico de intensidade em 25 de setembro com ventos de 145 mph (233 km/h) e pressão barométrica mínima de 923 milibares. Juliette desenvolveu paredes oculares concêntricas raras ao atingir o pico de intensidade, que persistiu de 24 a 27 de setembro. Em 26 de setembro, Juliette virou para o norte em torno de uma forte depressão sobre o oeste dos Estados Unidos e começou a enfraquecer. Passando a oeste de Cabo San Lucas em 28 de setembro com 90 mph (140 km/h), atingiu a costa perto de San Carlos como uma tempestade tropical mínima dois dias depois. Juliette cruzou a Península da Baja California no Golfo da Califórnia como uma depressão tropical e se dissipou na parte norte do golfo em 3 de outubro.
Juliette despejou fortes chuvas na Península de Baja California e em Sonora, onde causou duas mortes. Seus efeitos foram especialmente fortes em Cabo San Lucas, Baja California Sur, que ficou isolado do mundo exterior por alguns dias. Os remanescentes de Juliette se mudaram para o estado da Califórnia, onde causaram tempestades, chuva e algumas linhas de energia derrubadas. O custo total estimado dos danos foi de $ 400 milhões (2001 USD; $ 585 milhão 2021 USD).

### Furacão Kiko
Uma onda tropical que levou à formação do furacão Félix no Atlântico sobre o Atlântico leste em 7 de setembro também parece ter produzido Kiko. Esta onda moveu-se para o oeste em baixas latitudes, cruzando o norte da América do Sul e América Central no Pacífico Leste de 13 a 16 de setembro. Em 17 de setembro, a nebulosidade e as chuvas aumentaram perto do Golfo de Tehuantepec. A área de mau tempo moveu-se para o oeste pelos próximos dias, sem muito aumento na organização. Em 21 de setembro, o padrão de nuvens do sistema tornou-se mais consolidado e faixas curvas de chuveiros eram evidentes. Estima-se que a Depressão Tropical Doze-E se formou naquele dia, momento em que estava centrado em cerca de 1,020 km (634 mi) sudoeste da ponta sul da Baja California. Localizado em um ambiente de cisalhamento vertical leste, o sistema fortaleceu-se lentamente. Em 22 de setembro, a organização do padrão de nuvens melhorou e o ciclone fortaleceu-se na tempestade tropical Kiko. Kiko mudou de noroeste para oeste-noroeste naquele dia. Embora algum cisalhamento leste continuasse a afetar o sistema, uma convecção muito profunda persistiu perto do centro e, com base nas estimativas de intensidade de Dvorak, Kiko tornou-se um furacão por volta de 23 de setembro. Um pouco mais tarde, em 23 de setembro, a convecção profunda diminuiu em cobertura e intensidade e o furacão Kiko enfraqueceu de volta a uma tempestade tropical. O sistema continuou a cair em intensidade em 24 de setembro, em parte devido à entrada de ar mais estável na circulação. Kiko enfraqueceu para uma depressão tropical em 25 de setembro, época em que o cisalhamento sudoeste também se tornou predominante. O ciclone degenerou em um redemoinho de nuvens baixas movendo-se para o oeste com pouca ou nenhuma convecção profunda no final do dia. O baixo resquício de Kiko persistiu e continuou movendo-se geralmente para o oeste por mais alguns dias com ocorrências intermitentes e menores de convecção profunda dentro da circulação. Ele foi finalmente absorvido por um sistema frontal ao nordeste das Ilhas Havaianas em 1 de outubro.

### Tempestade tropical Dois-C
A depressão tropical Dois-C formou-se próximo a 10 °N 147,4 °W em 22 de setembro, a sudoeste da Tempestade Tropical Kiko (no Pacífico Leste). Ao longo de 23 de setembro, a Depressão Tropical Dois-C permaneceu um sistema mal organizado que se moveu lentamente para oeste-noroeste. Um ligeiro aumento na convecção tornou-se aparente em 24 de setembro, e foi seguido por um período de atividade consistente de tempestades perto do centro de circulação enquanto a depressão continuava na direção oeste-noroeste. No entanto, o sistema nunca atingiu a intensidade das tempestades tropicais e enfraqueceu em 25 de setembro. O ciclone nascente se dissipou mais tarde naquele dia.

### Tempestade tropical Lorena
A onda tropical que acabou se transformando em Lorena saiu da costa oeste da África em 13 de setembro. A onda mal definida seguiu rapidamente para o oeste através do Atlântico por mais de uma semana. Houve pouca ou nenhuma atividade de tempestade associada à onda até que ela se espalhou pela América Central em 27 de setembro. A convecção profunda significativa finalmente se desenvolveu em 29 de setembro e as classificações de satélite começaram em 30 de setembro, quando o sistema foi localizado a cerca de 480 km (300 mi) ao sul de Acapulco, México. A onda possuía uma circulação fechada de baixo nível bem definida naquela época. A convecção aumentou de forma constante e as características de bandas desenvolveram-se durante o dia 1 de outubro. As estimativas de intensidade de satélite indicam que o sistema se tornou a Depressão Tropical Treze-E em 2 de outubro. A circulação de baixo nível se estreitou consideravelmente e as estimativas de intensidade de satélite indicaram que a depressão se intensificou na tempestade tropical Lorena em cerca de 560 km (350 mi) ao sul-sudoeste de Acapulco. Lorena atingiu seu pico de intensidade 60 mph (97 km/h) mais tarde naquele dia, pois tomava uma trilha mais ao norte quando estava localizado a cerca de 330 km (205 mi) ao sudoeste de Manzanillo, México. Em 4 de outubro, a velocidade de avanço da tempestade tropical Lorena havia diminuído para cerca de sete a nove mph (11 a 14 km/h) e forte cisalhamento de sudoeste no nível superior começaram a afetar adversamente o ciclone. Lorena enfraqueceu para uma depressão tropical e se dissipou em uma baixa não convectiva mais tarde naquele dia cerca de 190 km (120 mi) ao sudoeste de Puerto Vallarta, México. A circulação de nuvens de baixo nível remanescente permaneceu offshore e persistiu por mais um dia ou mais antes de se dissipar completamente a oeste de Cabo Corrientes, no México.

### Depressão tropical Quatorze-E
A depressão tropical Quatorze-E se desenvolveu a partir de um pequeno redemoinho de nuvens baixas que foi observado pela primeira vez ao longo da Zona de convergência intertropical bem ao sul-sudoeste da Baja Califórnia em 30 de setembro Pouco desenvolvimento ocorreu até 3 de outubro, quando o sistema começou a gerar convecção profunda mais persistente. Enquanto o sistema estava localizado a cerca de 1,300 km (800 mi) sudoeste do extremo sul da Baja California, o NHC começou a classificá-la como Depressão Tropical Quatorze-E. Embora parecesse que o cisalhamento do vento estava inicialmente previsto para permanecer em um nível favorável, uma baixa de nível superior a sudoeste da depressão gerou cisalhamento do vento maior do que o esperado, e a convecção enfraqueceu significativamente apenas algumas horas depois. Apesar dos efeitos significativos do cisalhamento do vento, a depressão ainda estava prevista para se intensificar em uma tempestade tropical. Mais tarde naquele dia, o centro de baixo nível da depressão tornou-se mais difícil de localizar em imagens de satélite, e a localização do centro mal definido foi estimada. A convecção diminuiu significativamente novamente no início de 4 de outubro e a depressão dissipou 1,400 km (900 mi) sudoeste da ponta sul da Baja California. O redemoinho de nuvem baixa remanescente continuou para o oeste por mais 24-36 horas antes de se dissipar completamente.

### Tempestade tropical Manuel
A tempestade tropical Manuel se formou a partir dos remanescentes do furacão Iris na Bacia do Atlântico. A circulação central do Iris havia se dissipado nas montanhas do leste do México, enquanto uma nova convecção estava se desenvolvendo a uma curta distância sobre as águas do Pacífico. Esta área tornou-se mais bem organizada nos próximos 18 horas e tornou-se a Depressão Tropical Quinze-E em 10 de outubro, cerca de 282 km (175 mi) ao sul-sudeste de Acapulco, México. A depressão mudou em 15–16 mph (24–26 km/h), primeiro para oeste e depois para oeste-noroeste. Um anticiclone de nível superior centrado no sul do México estava produzindo algum cisalhamento de leste no ambiente da depressão, mas quando esse cisalhamento diminuiu, o sistema tornou-se a tempestade tropical Manuel em 11 de outubro, cerca de 320 km (200 mi) ao sul-sudoeste de Zihuatanejo, México. Uma estimativa de intensidade de pico inicial de 50 mph (80 km/h) foi alcançado naquele dia em que as primeiras características de bandas claras se desenvolveram. No entanto, a formação de faixas teve vida curta, a convecção profunda diminuiu e as imagens de microondas de satélite no início de 12 de outubro sugeriram que a circulação estava se tornando alongada. O cisalhamento do vento voltou, desta vez do noroeste, e Manuel virou para uma trilha oeste-sudoeste e diminuiu a velocidade. Em 12 de outubro, Manuel enfraqueceu para uma depressão tropical.
Manuel permaneceu numa depressão desorganizada pelos próximos dois dias e meio. Ele continuou se movendo para oeste-sudoeste, mas desacelerou até uma deriva conforme uma crista de nível médio ao norte do ciclone enfraqueceu gradualmente. Um vale de nível superior cavado ao sul a oeste de Manuel no início de 15 de outubro, e Manuel começou a se mover para o norte-noroeste. A convecção foi reconstruída perto do centro e Manuel recuperou a força da tempestade tropical em 15 de outubro por volta de 959 km (596 mi) ao sul-sudoeste de Cabo San Lucas, México. O cisalhamento do vento diminuiu e Manuel fortaleceu-se, atingindo seu pico de intensidade de 60 mph (97 km/h) ventos e uma pressão de 997 mbar (hPa; 997 mbar (29.4 inHg) ) em 16 de outubro, cerca de 870 km (540 mi) ao sudoeste de Cabo San Lucas. Nesse ponto, as temperaturas da água sob o ciclone estavam diminuindo e o cisalhamento, desta vez do sudoeste, estava aumentando. Manuel começou a enfraquecer enquanto se movia para oeste-noroeste e noroeste. Tornou-se uma depressão em 17 de outubro por volta de 1,060 km (660 mi) oeste-sudoeste de Cabo San Lucas, e se dissipou para uma baixa não convectiva logo após 18 de outubro. O baixo remanescente moveu-se lentamente para o oeste por alguns dias sobre águas frias antes de sua circulação se dissipar completamente.

### Furacão Narda
Narda se desenvolveu a partir de uma onda tropical em movimento para o oeste que cruzou Dakar, no Senegal, por volta de 3 de outubro. A onda tornou-se convectivamente ativa depois de cruzar a América Central, quando produziu uma grande explosão de convecção na Baía de Campeche em 15 de outubro. A porção sul da onda continuou para oeste sobre as águas do Pacífico ao sul do México e, sob ventos favoráveis de nível superior, ela começou a adquirir feições de bandas e vários centros de circulação. O sistema finalmente consolidou e desenvolveu um centro em 20 de outubro. Tornou-se uma depressão tropical de cerca de 1,850 km (1,150 mi) ao sudoeste de Cabo San Lucas, México. Movendo-se em uma trilha oeste-noroeste, ela se intensificou e atingiu o status de tempestade tropical mais tarde naquele dia. O padrão de nuvens continuou a se tornar mais bem organizado e as imagens de satélite visíveis mostraram uma feição ocular intermitente, e estima-se que Narda se tornou um furacão em 21 de outubro. Intensidade do pico de Narda de 980 mbar (hPa; 980 mbar (29 inHg) ) ocorreu em 22 de outubro. Depois disso, um enfraquecimento gradual começou e um forte cisalhamento afetou Narda. O ciclone tropical tornou-se um redemoinho de nuvens baixas com convecção intermitente em 24 de outubro, conforme se movia para o oeste dirigido pelo fluxo de baixo nível e cruzando 140 °W sobre a área de responsabilidade do Pacífico Central. Em seguida, continuou para o oeste como uma depressão tropical até a dissipação.

### Furacão Octave
A depressão tropical final da temporada provavelmente se desenvolveu a partir de uma onda tropical fraca que se moveu para o oeste na América Central em 22 de outubro. Seguindo uma área em convecção em 27 de outubro e a formação de uma circulação de baixo nível, o sistema foi declarado depressão tropical às 00h00. UTC em 31 de outubro, enquanto centrado em cerca de 1,900 km (1,180 mi) sudoeste da ponta sul da Baja California. A depressão foi inicialmente afetada por ventos de nível superior de leste e o fluxo foi restrito no quadrante leste. A depressão intensificou-se e foi elevada a Tropical Storm Octave seis horas após a formação. Embora o topo das nuvens tenha esquentado em 31 de outubro, Octave organizou ainda mais, e o NHC observou que a tempestade começou a se assemelhar a um furacão no início de 1 de novembro. Pouco tempo depois, nenhuma intensificação significativa foi prevista, pois o padrão de nuvens estava se tornando alongado, o cisalhamento do vento vertical logo aumentaria e o Octave logo entraria em uma região com temperaturas decrescentes na superfície do mar. No entanto, o Octave foi reorganizado e um recurso de olho começou a ser desenvolvido no final de 1 de novembro.
A tempestade foi transformada em furacão depois que um olho irregular se desenvolveu e os números T atingiram 4,0 na escala de Dvorak. No início de 2 de novembro, Octave atingiu seu pico de intensidade com ventos sustentados máximos de 85 mph (137 km/h) e uma pressão barométrica mínima de 980 mbar (hPa; 980 mbar (29 inHg) ). O cisalhamento do vento começou a aumentar, enquanto as temperaturas da superfície do mar diminuíam, fazendo com que a circulação de baixo nível fosse gradualmente deslocada da convecção profunda associada. No entanto, a tempestade permaneceu um furacão até às 18:00 UTC em 2 de novembro. No início de 3 de novembro, apenas convecção profunda mínima foi associada ao Octave. O NHC rebaixou o sistema para uma depressão tropical mais tarde naquele dia. A convecção profunda associada ao Octave permaneceu mínima, e o sistema degenerou em um baixo remanescente localizado a cerca de 2,760 km (1,715 mi) oeste-sudoeste do extremo sul da Baja California às 00:00 UTC em 4 de novembro.

## Nomes de tempestade
Os nomes a seguir foram usados para as tempestades nomeadas que se formaram no nordeste do Pacífico em 2001. Os nomes não retirados desta lista foram usados novamente na temporada de furacões de 2007 no Pacífico. Esta é a mesma lista usada para a temporada de 1995, exceto para Ivo, que substituiu Ismael. Uma tempestade foi batizada de Ivo pela primeira vez em 2001. Os nomes que não foram atribuídos são marcados em cinza.
| - Adolph - Barbara - Cosme - Dalila - Erick - Flossie - Gil - Henriette | - Ivo - Juliette - Kiko - Lorena - Manuel - Narda - Octave - Priscilla (sem usar) | - Raymond (sem usar) - Sonia (sem usar) - Tico (sem usar) - Velma (sem usar) - Wallis (sem usar) - Xina (sem usar) - York (sem usar) - Zelda (sem usar) |

Para tempestades que se formam na área de responsabilidade do Centro de Furacões do Pacífico Central, abrangendo a área entre 140 graus oeste e a Linha Internacional de Data, todos os nomes são usados em uma série de quatro listas rotativas. Os próximos quatro nomes que foram programados para uso em 2001 são mostrados abaixo, no entanto, nenhum deles foi usado.
| - Alika (sem usar) | - Ele (sem usar) | - Huko (sem usar) | - Ioke (sem usar) |

### Aposentadoria
O nome Adolph foi posteriormente aposentado pela Organização Meteorológica Mundial (OMM), em meio à preocupação de que o uso futuro do nome seria politicamente insensível, devido ao ex-líder nazista Adolf Hitler. Foi substituído por Alvin para a temporada de 2007.

## Efeitos sazonais
Esta é uma tabela de todas as tempestades que se formaram na temporada de furacões de 2001 no Pacífico. Inclui sua duração, nomes, landfall (s), denotados entre parênteses, danos e totais de mortes. As mortes entre parênteses são adicionais e indiretas (um exemplo de morte indireta seria um acidente de trânsito), mas ainda estavam relacionadas a essa tempestade. Danos e mortes incluem totais enquanto a tempestade foi extratropical, uma onda ou uma baixa, e todos os números de danos estão em USD de 2001.

| Escala de Furacões de Saffir-Simpson |    |    |   |   |   |   |   |
| DT                                   | TS | TT | 1 | 2 | 3 | 4 | 5 |

| Adolph                | 25 de maio – junho 1       | Furacão categoria 4 | 230 (145) | 940  | Nenhum                                                                            | Nenhum       | Nenhum |  |
| Barbara               | 20 de junho – 26           | Tempestade tropical | 95 (60)   | 997  | Ilhas do Havaí                                                                    | Nenhum       | Nenhum |  |
| Cosme                 | 13 de julho – 15           | Tempestade tropical | 75 (45)   | 1000 | Península da Baixa Califórnia                                                     | Nenhum       | Nenhum |  |
| Erick                 | 20 de julho – 24           | Tempestade tropical | 65 (40)   | 1001 | Nenhum                                                                            | Nenhum       | Nenhum |  |
| Dalila                | 21 de julho – 28           | Furacão categoria 1 | 120 (75)  | 982  | México Sudoeste, Península da Baixa Califórnia                                    | $1 000 000   | 1      |  |
| Seis-E                | 22 de agosto – 24          | Depressão tropical  | 55 (35)   | 1006 | Nenhum                                                                            | Nenhum       | Nenhum |  |
| Flossie               | 26 de agosto – setembro 2  | Furacão categoria 2 | 165 (105) | 972  | Northwestern Mexico                                                               | $35,000      | 2      |  |
| Gil                   | 4 de setembro – 11         | Furacão categoria 2 | 155 (100) | 974  | Nenhum                                                                            | Nenhum       | Nenhum |  |
| Henriette             | 4 de setembro – 8          | Tempestade tropical | 100 (65)  | 994  | Nenhum                                                                            | Nenhum       | Nenhum |  |
| Ivo                   | 10 de setembro – 14        | Tempestade tropical | 85 (50)   | 997  | México Sudoeste, Península da Baixa Califórnia                                    | Nenhum       | Nenhum |  |
| Um-C                  | 11 de setembro             | Depressão tropical  | 55 (35)   | 1001 | Nenhum                                                                            | Nenhum       | Nenhum |  |
| Juliette              | 21 de setembro – outubro 3 | Furacão categoria 4 | 230 (145) | 923  | Baja California Peninsula, Noroeste do México, Sul do Mexico, Califórnia, Arizona | $401 000 000 | 13     |  |
| Kiko                  | 21 de setembro – 25        | Furacão categoria 1 | 120 (75)  | 989  | Nenhum                                                                            | Nenhum       | Nenhum |  |
| Sem nome              | 23 de setembro – 25        | Tempestade tropical | 65 (40)   | 1008 | Nenhum                                                                            | Nenhum       | Nenhum |  |
| Lorena                | 2 de outubro – 4           | Tempestade tropical | 100 (65)  | 996  | México Sudoeste                                                                   | Menor        | Nenhum |  |
| Catorze-E             | 3 de outubro – 4           | Depressão tropical  | 55 (35)   | 1007 | Nenhum                                                                            | Nenhum       | Nenhum |  |
| Manuel                | 10 de outubro – 18         | Tempestade tropical | 95 (60)   | 997  | Nenhum                                                                            | Nenhum       | Nenhum |  |
| Narda                 | 20 de outubro – 25         | Furacão categoria 1 | 140 (85)  | 979  | Nenhum                                                                            | Nenhum       | Nenhum |  |
| Octave                | 31 de outubro – novembro 3 | Furacão categoria 1 | 140 (85)  | 980  | Nenhum                                                                            | Nenhum       | Nenhum |  |
| Agregado da temporada |                            |                     |           |      |                                                                                   |              |        |  |
| 19 sistemas           | 25 de maio – 3 de novembro |                     | 230 (145) | 923  |                                                                                   | $401 000 000 | 13     |  |